# Mycalesis enganoënsis
Mycalesis enganoënsis är en fjärilsart som beskrevs av Hans Fruhstorfer 1908. Mycalesis enganoënsis ingår i släktet Mycalesis och familjen praktfjärilar. Inga underarter finns listade i Catalogue of Life.